# Starke
Starke é uma cidade localizada no estado americano da Flórida, no condado de Bradford, do qual é sede. Foi incorporada em 1870.

## Geografia
De acordo com o United States Census Bureau, a cidade tem uma área de 18,7 km², onde todos os 18,7 km² estão cobertos por terra.

### Localidades na vizinhança
O diagrama seguinte representa as localidades num raio de 24 km ao redor de Starke.

## Demografia
Segundo o censo nacional de 2010, a sua população é de 5 449 habitantes e sua densidade populacional é de 291,8 hab/km². É a localidade mais populosa e mais densamente povoada do condado de Bradford. Possui 2 492 residências, que resulta em uma densidade de 133,4 residências/km².